# مارول مورنو
ماروِل مورِنو (اسپانیایی: Marvel Moreno‎) (۲۳ سپتامبر ۱۹۳۹ – ۵ ژوئن ۱۹۹۵) داستان‌نویس اهل کلمبیا بود. او را از اعضای حلقه باررانکیا در سال‌های ۱۹۶۰ به‌شمار می‌آورند. مجله کروموس او را به عنوان یکی از صد زن تأثیرگذار در تاریخ کلمبیا لحاظ کرده است.

## زندگی در کلمبیا
ماروِل مورِنودر خانواده‌ای مرفه از منطقه باررانکیا، در شمال کلمبیا، و از پدر و مادری فرهیخته به دنیا آمد، خواهرش رونال مورِنو نیز از پیشتازانِ ادبیات تخیلی در کلمبیا بود. در اکتبر ۱۹۳۹ در کلیسای کاتولیک تعمید گشت. در ۱۹۵۰ از یک کالج مسیحی به دلیل دفاع از تئوری فرگشت چارلز داروین که در تقابل با عقاید کلیسایی ارزیابی می‌شد، اخراج گشت. در بیست سالگی به تشویقِ مادرش به فعالیت‌های مُد و زیبایی پرداخت و در اندک مدتی دختر شایستهٔ کارناوال باررانکیا برگزیده شد.
در اوائل سالهای شصت قرن بیستم با یکی از مهم‌ترین نقاشانِ کلمبیا، آلخاندرو اوبرِگون آشنا شد و دوستی عمیقش با او تا مرگ زودهنگامِ نویسنده پایید. از طریق هم او بود که با گروه حلقه باررانکیا و نویسندگان آن، آلوارو سِپِدا سامودیو، گابریل گارسیا مارکز و خِرمان وارگاس کانتییو آشنا شد و همین گروه بود که او را به نویسندگی تشویق کرد.
مورِنو در ۱۹۶۲ با پلینیو مِندوسا ازدواج کرد و از او دو دختر به دنیا آورد.

## زندگی در پاریس
او دو بار به پاریس رفت و نخستین داستان‌های خود را در مجلات آن جا انتشار داد. مدتی به اسپانیا رفت اما در بازگشت به پاریس در ۱۹۷۱ برای همیشه درآن جا مقیم شذ.
تا سال ۱۹۷۲ مورِنو در مجله‌ای اسپانیایی‌زبان به نام «لیبره» که آثار نویسندگان آمریکای لاتینِ تبعدی در فرانسه را چاپ می‌کرد، همکاری داشت.
از مجموعه داستان‌های معروف می‌توان به «چیزی بسیار زشت در زندگی یک بانوی ظریف» (۱۹۸۰) و «ملاقات و داستان‌های دیگر» (۱۹۸۰) اشاره کرد. به گفتهٔ منتقدین تأثیر نویسندگانی نظیرویرجینیا ولف، جیمز جویس، کارسن مک‌کالر و ویلیام فاکنر در آثار او هویداست.
او در ۱۹۸۲ با یک مهندس فرانسوی به نام ژاک فوریه برای دومین بار ازدواج کرد.

## آثار
در ۱۹۶۹ او نخستین داستان خود را به نام «عروسک» در مجله اکو و سپس آنرا در ویژه‌نامه یکشنبه‌های مجله اسپکتادور به چاپ رساند. در ۹۷۵ دومین داستانش را به نام «اوریان، عمه اوریان» را در مجله اکو چاپ کرد. در ۱۹۸۰ داستان «شب شاد مادام ایووُن» را که در ۹۷۷ نوشته بود، منتشر ساخت. رمان «در دسامبر نسیم‌ها می‌رسیدند» را هم در همین سال آغاز کرد که نوشتنش هفت سال به طول انجامید. این رمان در ۱۹۸۷ توسط انتشارات «Plaza & Janes» به چاپ رسید.
از ۱۹۸۳ تا ۱۹۸۵ فینا توررس، کارگردان ونزوئلایی، نخستین فیلم خود را با عنوان «اوریانا» بر اساس دومین داستان نگاشتهٔ مورِنو ساخت که برندهٔ «بهترین شخصیت اول» در فیلم فستیوال کن شد. این فیلم جوایز «بهترین اثر» و «بهترین فیلمنامه» را در فستیوال کارتِخنا از آن خود کرد، نیز نامزد بهترین فیلم خارجی در پنجاه و هشتمین دورهٔ جوایز اسکار شد.
ترجمه رمان «در دسامبر نسیم‌ها می‌رسیدند» به زبان ایتالیایی برندهٔ جایزهٔ گرینزان کاور به عنوان «بهترین رمان خارجی» در ۱۹۸۹ شد. مارول مورِنو در این نخستین رمان خود جلوه‌هایی بدیع از رئالیسم جادویی را به تصویر کشیده است.
حقوق واپسین رمان او «زمانه شیرزنان»، که نگارش آن در ۱۹۹۴ به اتمام رسید برای دو دختر و همسر نخستش حفظ شده است.

## مرگ
مورِنو در ۵ ژوئن ۱۹۹۵ در فقردر پاریس به مرض لوپوس که با افسردگی همراه بود بر اثر یک انسداد ریوی در ۵۶ سالگی درگذشت. طبق وصیتش، جسد او در گورستان پرلاشز سوزانده و خاکسترش به رود سِین ریخته شد.
او ساعاتی قبل از مرگ نگارش داستان «عشقی از مادرم» را به پایان رساند.
در ۱۹۹۷، منتقد برجسته فرانسوی، ژاک ژیلار در دانشگاه تولوز بزرگداشتی بین‌المللی به یاد ماروِل مورِنو بر پا داشت. مجموعهٔ کامل داستان‌های مورِنو را در سال ۲۰۰۱ انتشارات نورما به چاپ رسانید.